# Народнолиберална партия
Народнолибералната партия е българска политическа партия, съществувала от средата на 1880-те до 1920 г., като е най-дълго управлявалата през този период. С нея са свързани вестниците „Свобода“ и „Нов век“.

## История
В основата на бъдещата Народнолиберална партия е групата в Либералната партия, оформила се около Стефан Стамболов след детронирането на княз Александър I Батенберг. Партията се сформира организационно през 1890 г. и управлява чрез самостоятелно правителство до 1894 г.
След убийството на лидера на партията Стефан Стамболов през 1895 г., тя е оглавена от Димитър Петков. Започнати са преговори за обединение с Либералната партия на Васил Радославов, но те завършват без успех, и начело на Народнолибералната партия застава Димитър Греков.
През 1899 г. за няколко месеца е съставен коалиционен кабинет с радославистите. След смъртта на Димитър Греков през 1901 г. са водени преговори за съставяне на коалиционно правителство с Демократическата партия на Петко Каравелов, но не се стига до такова.
След убийството на водача на партията Димитър Петков през 1907 г., влиянието на Народнолибералната партия намалява. Тя участва в коалиционно правителство с Либералната и Младолибералната партия по време на Първата световна война, след неуспеха в която е допълнително компрометирана. През 1920 г. трите партии се обединяват в Националлиберална партия, която съществува до 1930-те, но има второстепенно значение в политическия живот.

## Участия в избори

### Парламентарни
| година         | избори                  | гласове | %     | резултат  |
| -------------- | ----------------------- | ------- | ----- | --------- |
| 1899           | Народно събрание        | 54 400  | 15,9% | 19 / 169  |
| 1901           | Народно събрание        | 65 680  | 22,4% | 24 / 164  |
| 1902           | Народно събрание        | 45 810  | 11,3% | 8 / 189   |
| 1903           | Народно събрание        | –       | –     | 8 / 169   |
| 1908           | Народно събрание        | 20 463  | 4,4%  | 1 / 203   |
| юни 1911       | Велико Народно събрание | 6 780   | 1,2%  | 3 / 414   |
| септември 1911 | Народно събрание        | 17 685  | 3,5%  | 6 / 212   |
| 1913*          | Народно събрание        | 207 763 | 38,7% | 88 / 204  |
| 1914*          | Народно събрание        | 345 730 | 45,2% | 126 / 245 |
| 1919           | Народно събрание        | 13 367  | 2,1%  | 2 / 237   |
| 1920           | Народно събрание        | 7 785   | 0,9%  | 4 / 232   |

- На изборите през 1913 г. и 1914 г. е част от коалицията Либерална концентрация, като от Народнолибералната партия са избрани 26 депутати през 1913 г., а през 1914 г. – 31.

## Участия в правителства
Първо правителство на Васил Радославов (28 август 1886 – 10 юли 1887) – коалиция с Либерална партия (радослависти) и представители на Консервативната партия
- министерство на народното просвещение – Георги Живков
- министерство на правосъдието – Димитър Тончев

Първо правителство на Константин Стоилов (10 юли 1887 – 1 септември 1887) – коалиция с представители на Консервативната партия
- министерство на вътрешните работи – Георги Странски
- министерство на народното просвещение – Стоян Чомаков

Правителство на Стефан Стамболов (1 септември 1887 – 31 май 1894) – първоначално коалиция с представители на Консервативната партия, по-късно самостоятелно
- министерство на външните работи и изповеданията – Георги Странски, Стефан Стамболов, Димитър Греков
- министерство на вътрешните работи – Стефан Стамболов
- министерство на народното просвещение – Георги Живков, Стефан Стамболов
- министерство на финансите – Иван Салабашев, Георги Живков, Христо Белчев, Григор Начович
- министерство на правосъдието – Димитър Тончев, Димитър Греков, Иван Салабашев, Панайот Славков, Константин Поменов
- министерство на търговията и земеделието – Панайот Славков
- министерство на обществените сгради, пътищата и съобщенията – Димитър Петков

Правителство на Димитър Греков (30 януари 1899 – 13 октомври 1899) – коалиция с Либерална партия (радослависти)
- министерство на външните работи и изповеданията – Димитър Греков
- министерство на търговията и земеделието – Григор Начович

Второ правителство на Рачо Петров (18 май 1903 – 4 ноември 1906) – самостоятелно
- министерство на вътрешните работи – Димитър Петков
- министерство на народното просвещение – Иван Шишманов
- министерство на финансите – Антон Манушев, Лазар Паяков
- министерство на правосъдието – Никола Генадиев, Петър Стайков, Константин Панайодов
- министерство на търговията и земеделието – Димитър Попов, Никола Генадиев
- министерство на обществените сгради, пътищата и съобщенията – Димитър Попов, Тодор Гатев, Димитър Петков

Правителство на Димитър Петков (4 ноември 1906 – 11 март 1907) – самостоятелно
- министерство на вътрешните работи – Димитър Петков
- министерство на народното просвещение – Иван Шишманов, Лазар Паяков
- министерство на финансите – Лазар Паяков
- министерство на правосъдието – Константин Панайодов
- министерство на търговията и земеделието – Никола Генадиев
- министерство на обществените сгради, пътищата и съобщенията – Димитър Петков

Правителство на Димитър Станчов (11 март 1907 – 16 март 1907) – самостоятелно
- министерство на вътрешните работи – Никола Генадиев
- министерство на народното просвещение – Лазар Паяков
- министерство на финансите – Лазар Паяков
- министерство на правосъдието – Константин Панайодов
- министерство на търговията и земеделието – Никола Генадиев

Правителство на Петър Гудев (16 март 1907 – 29 януари 1908) – самостоятелно
- министерство на вътрешните работи – Петър Гудев
- министерство на народното просвещение – Никола Апостолов
- министерство на финансите – Лазар Паяков
- министерство на правосъдието – Константин Панайодов
- министерство на търговията и земеделието – Никола Генадиев
- министерство на обществените сгради, пътищата и съобщенията – Иван Халачев

Второ правителство на Васил Радославов (17 юли 1913 – 5 януари 1914) – коалиция с Либерална партия (радослависти) и Младолиберална партия
- министерство на външните работи и изповеданията – Никола Генадиев
- министерство на земеделието и държавните имоти – Никола Генадиев, Петър Динчев
- министерство на обществените сгради, пътищата и благоустройството – Петър Динчев, Добри Петков
- министерство на железниците, пощите и телеграфите – Никола Апостолов

Трето правителство на Васил Радославов (5 януари 1914 – 21 юни 1918) – коалиция с Либерална партия (радослависти) и Младолиберална партия
- министерство на земеделието и държавните имоти – Петър Динчев
- министерство на обществените сгради, пътищата и благоустройството – Добри Петков
- министерство на железниците, пощите и телеграфите – Никола Апостолов, Величко Кознички

## Лидери
- Стефан Стамболов (1887 – 1895)
- Димитър Петков (1895 – 1896)
- Димитър Греков (1896 – 1901)
- Димитър Петков (1901 – 1907)
- Никола Генадиев (1907 – 1919)
- Добри Петков (1919 – 1920)

## Видни дейци
- Иван Андонов (1854 – 1937)
- Христо Белчев (1857 – 1891)
- Никола Генадиев (1868 – 1923)
- Димитър Греков (1847 – 1901)
- Петър Гудев (1862 – 1932)
- Георги Живков (1844 – 1899)
- Григор Начович (1845 – 1920)
- Лазар Паяков (1860 – 1910)
- Димитър Петков (1858 – 1907)
- Симеон Радев (1879 – 1967)
- Иван Салабашев (1853 – 1924)
- Стефан Стамболов (1854 – 1895)
- Захарий Стоянов (1850 – 1889)
- Георги Странски (1847 – 1904)
- Иван Шишманов (1862 – 1928)
- Стою Ранделов (1852 – 1944)